# Лихачёво (Рузский городской округ)
Лихачёво — деревня в Рузском районе Московской области, входит в состав сельского поселения Ивановское. Население 168 человек на 2006 год, в деревне числятся 4 улицы и 6 переулков. До 2006 года Лихачёво входило в состав Сумароковского сельского округа.
Деревня расположена на западе района, примерно в 9 километрах к северо-западу от Рузы, ближайшие населённые пункты — Фролково в 2-х км на северо-запад и Цыганово — в 2-х км южнее, высота центра над уровнем моря 218 м.
Также в состав деревни входит населённый пункт в народе именуемый, как деревня "Каурово". (Местоположение в правой части от центра)
В войну деревня была захвачена немецко-фашистскими захватчиками, о чём свидетельствует массовое захоронение немцев в центре деревни. (Произведены раскопки и все останки солдат были высланы родственникам в Германию, а вещи солдат помещены в Рузский краеведческий музей).